# 셀레베스쥐
셀레베스쥐(Taeromys celebensis)는 쥐과에 속하는 설치류의 일종이다. 인도네시아 술라웨시섬에서만 발견된다.

## 특징
보통 크기의 설치류로 몸통 길이는 201~249mm이고 꼬리 길이는 244~306mm이다. 발 길이는 47~56mm, 귀 길이는 25~28mm, 몸무게는 최대 345g이다. 등 쪽은 갈색과 회색빛을 띠고 좀더 길고 거무스레한 뻣뻣한 털이 섞여 있으며 척추뼈를 따라 털이 더 풍부한 반면에 배 쪽은 희다. 핵형은 2n=39-40이고 FN=49-50이다.

## 생태
땅 위에서 주로 생활하는 육상성 동물이고 야행성 동물이다. 나무를 잘 오른다. 먹이는 열매이다. 한 번에 두 세 마리의 새끼를 낳는다.

## 분포 및 서식지
술라웨시섬 저지대에 널리 분포한다. 해발 1,200m 이하의 열대 상록수림에서 서식한다. 이차림에서는 발견되지 않지만 대신에 약간 변형된 숲 지역에서는 나타난다.